# Kobeanska govedina
Kobeanska govedina (jap. 神戸ビーフ, Kōbe bīfu) je japanska govedina iz regije oko grada Kobea. Nije odvojena pasmina goveda, nego je naziv za podrijetlo goveđe pasmine tajima. Kobeanska govedina je najskuplja govedina na svijetu. Kilogram prave kobeanske govedine košta 400-600 eura, ponekad čak i više. Tek oko 4.000 goveda godišnje proda se kao prava Kobe govedina u Japanu.
Kobeanska govedina se izvan Japana često naziva generičkim nazivom wagyu.
Uvoz kobeanske govedine u Europsku uniju nije moguć, jer u Japanu ne postoji klaonica, koja djeluje s dozvolom EU.
Meso goveda posjeduje posebnu strukturu, teksturu i najniži udio zasićenih masnih kiselina. Stoka iz Kobea treba u prosjeku tri puta više vremena, nego tradicionalne vrste goveda da narastu za klanje. 
U pravilu se za uzgoj ne rabe umjetni hormoni rasta ili antibiotici. Goveda su oko jedne trećine manja i lakša od običnog goveda. To čini uzgoj složenim i skupim. Cilj svih uzgajivačaja te pasmine je uzgojiti "najbolju" govedinu na svijetu. Da bi se postigao takav rezultat, uzgajivači obično taje točne sastojke hrane i način uzgajanja. Zbog toga poljoprivrednici koji uzgajaju kobeanska goveda mogu držati samo mala stada. Međutim nisu zbog toga u financijski nepovoljnom položaju. Prodajom jedne krave obično je osiguran  godišnji prihod.
Zbog sve veće potražnje za mesom kobeanskog goveda u svijetu raste broj međunarodnih uzgajivača, koji se bave uzgojom "kobeanske govedine". Pogotovo u SAD-u i Australiji uzgoj kobeanskog goveda znatno se je proširio. U Njemačkoj je uzgoj počeo 2006. godine.

## Vanjske poveznice
- Sluzbena stranica Kobe-Govedo
- Udruga uzgajivača Wagyu-goveda u Njemačkoj
- Udruga uzgajivača Wagyu-goveda u Austriji  Arhivirana inačica izvorne stranice od 3. kolovoza 2018. (Wayback Machine)